# Félix Morga Rocandio
Félix Morga Rocandio (Nájera (La Rioja), 1891 - 1936) va ser un militant anarcosindicalista espanyol i alcalde de Nájera (La Rioja), afusellat pels revoltats al començament de la Guerra Civil. El gener de 1921 va fundar el Sindicat Únic de Nájera, adherit a la Confederació Nacional del Treball (CNT). Va arribar a ésser alcalde de Nájera dos cops: de maig de 1932 a octubre de 1934 i de febrer de 1936 fins al seu assassinat el 19 de juliol d'aquest mateix any després de la revolta militar que va donar origen a la Guerra Civil.